# Maoribelhoningvogel
De Maoribelhoningvogel (Anthornis melanura) is een zangvogel uit de familie Meliphagidae (honingeters).

## Verspreiding en leefgebied
Deze soort is endemisch in Nieuw-Zeeland en telt drie ondersoorten:
- A. m. melanura: Noordereiland, Zuidereiland en meerdere eilanden.
- A. m. obscura: Driekoningeneilanden (noordwestelijk van Noordereiland).
- A. m. oneho: Poor Knights-eilanden (noordoostelijk van Noordereiland).

## Status
De grootte van de populatie wordt geschat op 6000-15.000 volwassen vogels. Op de Rode lijst van de IUCN heeft deze soort de status niet bedreigd.